# Palazzo Sparapani
Il Palazzo Sparapani si trova all'ingresso del Castello di Pievefavera, nel comune di Caldarola; affacciato sulla valle del Chienti, verso nord-ovest.

## Storia
Il Palazzo Sparapani è composto da un complesso di edifici che comprendono: il Palazzo, la Cappella privata, il Torrione, l'edificio con le stanze per la servitù e con sottostanti ex-stalle, depositi e l'antico frantoio oleario. Si trova all'interno del terzo girone delle mura del Castello. Il documento del Vescovo Guido del 1263, che conferma il diritto di patronato su Pievefavera ai Varano e la giurisdizione civile del Pievano sul Castro Plebis (Faveria), è il punto di partenza certo per la storia della struttura castellana. Angelo Bittarelli, nel suo libro, fa ipotesi sul probabile sviluppo del castello che partendo dal girone che comprende la chiesa, nella parte più alta dell'insediamento, ha avuto l'espansione verso valle, per gironi successivi. Da un'analisi della tipologia costruttiva degli edifici, lo sviluppo urbano, ad ogni modo, deve essere avvenuto in periodo non troppo lungo. Solo due corpi del sistema di difesa dimostrano, per tipologia formale e costruttiva, che la loro creazione è avvenuta in un'epoca "più moderna", e sono i due torrioni, presenti uno addossato all'abside della Chiesa, e l'altro collegato al Palazzo Sparapani. 
Nel borgo fortificato la muratura di pietra locale a faccia vista si presenta tutta secondo forme "trecentesche"; mentre il Palazzo e gli edifici che prospettano sullo stesso slargo, si distinguono perché intonacati e impreziositi da fasce marcadavanzale e da cornici alle finestre. Gli echi urbani portati dagli antichi proprietari dei Palazzo hanno segnato questo spazio e sono ancora ostentati con aristocratica ariosità. 
Alla fine del Ducato dei Da Varano il Palazzo passò ai marchesi Sparapani di Camerino e da ricerche d'archivio è rilevabile come la nobile famiglia, nel Seicento, oltre al palazzo, fosse proprietaria di gran parte del territorio circostante in parte coltivato, in parte con bosco o con ulivi, e nel Settecento passò all'erede di quella, la marchesa Margherita Sparapani Gentili, divenuta a Roma la moglie del marchese Giuseppe Boccapadule, con un matrimonio bianco che aveva consentito ad Alessandro Verri di diventare senza alcun rischio il fedele compagno, il devoto servitore e l'inseparabile amico della colta nobildonna.
La corrispondenza di Alessandro con il fratello Pietro e quella con il segretario e maestro di casa della marchesa Boccapadule, l'abate Domenico Genovesi
, permettono di conoscere le vicende dei due soggiorni che il conte Verri, insieme con la Marchesa e la sua numerosa servitù, trascorse nel Palazzo di Pievefavera tra il 1794 e il 1795: il primo, dal 22 maggio al 19 settembre 1794, appendice, del soggiorno di un anno trascorso fra Camerino e Civitanova, e il secondo nell'estate del 1795, fra il 6 di giugno e il 15 ottobre, seguito al viaggio compiuto dal settembre 1794 all'aprile 1795 in compagnia della Marchesa nell'Italia del Nord e a Milano, dove Alessandro aveva potuto rivedere dopo tanti anni i suoi familiari: viaggio noto grazie al diario che ne tenne la Marchesa.

Gustosissima è la descrizione che Alessandro fece al fratello Pietro nella lettera che gli scrisse da Pievefavera il 24 agosto 1795: 
Nel 1820, alla sua morte, la marchesa lasciò erede il marchese Urbano Del Drago Biscia, patrizio romano.

## Descrizione
Attigua alla porta castellana nord vi è la cappella privata con il Torrione che la sovrasta. Immediatamente dopo il varco nella cinta muraria, segnato da un elegante portale, con stemma in arenaria, si trova l'ingresso del Palazzo Sparapani. 
Alcuni dei sistemi difensivi del castello nei secoli sono entrati a far parte della zona residenziale del palazzo, fra questi, sopra la porta nord, ed è ancora visibile la nicchia con volta in muratura dove era alloggiata la saracinesca di chiusura del Castello, così come il Torrione nord-ovest, a pianta poligonale che ora è coperto con tetto in legno e presenta le merlature chiuse con infissi .
In un edificio staccato dagli altri, la Famiglia Rosi, a fine Ottocento, aveva costruito il frantoio oleario, contravvenendo ai dettami della Bolla Papale che dall'inizio del secolo XVII aveva concesso esclusivamente alla Parrocchia il beneficio di possedere un frantoio per la lavorazione delle preziose olive di Pievefavera.